# 西藏阔蕊兰
西藏阔蕊兰（学名：Peristylus elisabethae）为兰科阔蕊兰属下的一个种。

## 扩展阅读
- 維基物種上的相關：西藏阔蕊兰